# Giornata nazionale in memoria delle vittime dell'epidemia di coronavirus
La Giornata nazionale in memoria di tutte le vittime della pandemia di coronavirus (o
da coronavirus), nota comunemente come Giornata nazionale per le vittime del COVID-19 (o del COVID), è una giornata nazionale italiana che si celebra ogni 18 marzo in memoria delle persone decedute a causa del SARS-CoV-2 durante la pandemia di COVID-19 in Italia.
Il testo di legge, approvato nel 2020, riporta l'indicazione di momenti commemorativi di diversa natura quali un minuto di silenzio nazionale, una programmazione speciale da parte della Rai o iniziative didattiche nelle scuole.

## Storia
È stata istituita dalla Camera dei deputati il 23 luglio 2020 e dal Senato della Repubblica il 17 marzo 2021.
La data scelta è stata identificata nello stesso giorno del 2020 in cui i mezzi pesanti dell'Esercito Italiano contribuirono alla rimozione delle centinaia di bare depositate presso il cimitero monumentale di Bergamo, la cui colonna di mezzi suscitò molta impressione nell'opinione pubblica in piena prima ondata del coronavirus.
Nel 2021, in occasione del primo anniversario, il Presidente del Consiglio Mario Draghi ha presenziato a una piccola cerimonia tenutasi a Bergamo nel parco della Trucca, di fronte all'ospedale Papa Giovanni XXIII, dove sono stati piantati dei tigli in ricordo delle vittime del virus.